# Pulau Kawe
Pulau Kawe är en ö i Indonesien.   Den ligger i provinsen Papua Barat, i den östra delen av landet, 2 700 km öster om huvudstaden Jakarta. Arean är 48 kvadratkilometer.
Terrängen på Pulau Kawe är kuperad. Öns högsta punkt är 679 meter över havet. Den sträcker sig 12,7 kilometer i nord-sydlig riktning, och 8,6 kilometer i öst-västlig riktning.